# ティッツァーノ・ヴァル・パルマ
ティッツァーノ・ヴァル・パルマ（伊: Tizzano Val Parma）は、イタリア共和国エミリア＝ロマーニャ州パルマ県にある、人口約2,100人の基礎自治体（コムーネ）。

## 地理

### 位置・広がり

#### 隣接コムーネ
隣接するコムーネは以下の通り。
- コルニーリオ
- ランギラーノ
- ネヴィアーノ・デッリアルドゥイーニ
- パランツァーノ

### 気候分類・地震分類
ティッツァーノ・ヴァル・パルマにおけるイタリアの気候分類 (it) および度日は、zona F, 3499 GGである。
また、イタリアの地震リスク階級 (it) では、zona 3 (sismicità bassa) に分類される。

## 行政

### 分離集落
ティッツァーノ・ヴァル・パルマには、以下の分離集落（フラツィオーネ）がある。
- Albazzano, Antognola, Anzolla, Boschetto, Capoponte, Capriglio, Carobbio, Carpaneto, Casagalvana, Casale di Vezzano, Casola, Costa, Fontanafredda, Groppizioso, Groppo, Isola, Lagrimone, Madurera, Moragnano, Musiara Inferiore, Musiara Superiore, Pianestola, Pietta, Pratolungo, Reno, Rusino, Schia, Treviglio